# Hartmut Krahl
Hartmut Krahl (* 1940) ist ein deutscher Sportmediziner.

## Werdegang
Krahl besuchte das Städtische Gymnasium in Hagen und erlangte 1959 die Hochschulreife. Er studierte Medizin in Marburg, Kiel, Berlin und Hamburg. Seine Doktorarbeit mit dem Titel Ursachen, Arten, Behandlung und deren Spätergebnisse bei Knöchelfrakturen: (Untersuchungen an 663 Patienten der Chirurgischen Universitätsklinik Hamburg der Jahre 1955-1962) wurde 1965 angenommen.
Bis 1968 war Krahl im Universitätsklinikum Bergmannsheil in Bochum und im Stadtkrankenhaus Kassel tätig. Hernach war er an der Orthopädischen Klinik und Poliklinik der Universität Heidelberg beschäftigt: Zunächst als wissenschaftlicher Assistent, dann als Orthopäde und Sportmediziner, Privatdozent und außerplanmäßiger Professor. In seiner 1975 abgeschlossenen Habilitation befasste er sich mit Kriterien der Belastbarkeit menschlicher Sehnen, dargestellt am Beispiel der Patellarsehnenruptur. Krahl war ebenfalls von 1970 bis 1980 Vereinsarzt beim USC Heidelberg. Er trat 1980 die Stellung des leitenden Arztes der Orthopädischen Klinik am Alfried-Krupp-Krankenhaus in Essen an. In derselben Stadt wurde Krahl Leiter des Sportmedizinischen Instituts.
Von 1972 bis 1974 war er Verbandsarzt des Deutschen Basketball-Bundes und von 1974 bis 1989 des Deutschen Leichtathletik-Verbandes. Krahl hatte ebenfalls beim Deutschen Tennis-Bund das Amt des Verbandsarztes inne und war Vertrauensarzt von Steffi Graf. Im März 1997 wurde er als ärztlicher Direktor einer Sportmedizinische Klinik in Kitzbühel vorgestellt. Krahl war bei mehreren Olympischen Sommerspielen leitender Orthopäde der deutschen Mannschaft.
Er war 1986 Mitbegründer der Deutsch-Österreichischen-Schweizer Gesellschaft für Orthopädisch-Traumatologische Sportmedizin (GOTS), deren Beirat er anschließend bis 1996 angehörte. Beim Deutschen Sportbund saß Krahl der Arbeitsgruppe Sportmedizin vor und war Mitglied im wissenschaftlichen Beirat des Bundesinstituts für Sportwissenschaft. An der Deutschen Sporthochschule Köln war er Gastprofessor.
In wissenschaftlichen Arbeiten befasste sich Krahl aus orthopädischer Sicht unter anderem mit dem Talentbegriff und dem Nutzen des Sports, forschte im Themenbereich Belastung und Beanspruchung und bearbeitete orthopädische Gesichtspunkte von Sportarten wie Tennis und Leichtathletik.
Krahl wurde als „einer der führenden Sportmediziner Deutschlands“ und als „zu den profiliertesten Ärzten Deutschlands“ gehörend bezeichnet.